# Cameron Mitchell
Cameron Mitchell je izmišljeni lik iz znanstveno fantastične TV serije Zvjezdana vrata SG-1. Rođen je 1970. godine. U seriji Zvjezdana vrata SG-1 glumi ga Ben Browder. Pojavljuje se u devetoj sezoni kada preuzima ulogu vođe SG-1 tima nakon što Jack O'Neill napusti SGC.
Po dolasku u SGC saznaje da se SG-1 tim, zbog kog se i prijavio za to mjesto, raspao i da su članovi raspodjeljeni na druge zadatke. Stoga on sebi daje zadatak da ponovo okupi SG-1 pod svaku cijenu. 
Mitchellov otac je bio vojno lice, probni pilot u američkoj vojsci sve dok nije izgubio obje noge. U jednoj od epizoda Mitchell priznaje da ga je prestrašilo kada je oca vidio prvi put takvoga. 
MItchell je predvodio diviziju F-302 u bitci protiv Anubisa u sedmoj sezoni.